# Massicus dierli
Massicus dierli är en skalbaggsart som beskrevs av Heyrovský 1976. Massicus dierli ingår i släktet Massicus och familjen långhorningar.
Artens utbredningsområde är Nepal. Inga underarter finns listade i Catalogue of Life.